# Moore-Wollmaki

Verbreitungsgebiet (rot)

Der Moore-Wollmaki (Avahi mooreorum) ist eine Primatenart aus der Gruppe der Lemuren. Er wurde erst 2008 als eigene Art beschrieben. Das Artepitheton ehrt die Familie des US-amerikanischen Mäzens Gordon Moore.
Moore-Wollmakis erreichen eine Kopfrumpflänge von rund 28 Zentimetern, wozu noch ein 33 Zentimeter langer Schwanz kommt. Ihr Gewicht beträgt rund 0,9 Kilogramm. Ihr dichtes, wolliges Fell ist an der Oberseite bräunlich und an der Unterseite grau gefärbt. Der buschige Schwanz ist rötlich braun, die Innenseite der Oberschenkel ist weiß. Die maskenartige Gesichtsbehaarung ist weniger ausgeprägt als bei anderen Wollmakis, die Augen sind groß und die Ohren teilweise im Fell verborgen.
Moore-Wollmakis leben wie alle Lemuren nur auf Madagaskar, sie sind bislang nur aus dem Nationalpark Masoala in der Masoala-Region an der Nordostküste bekannt. Ihr Lebensraum sind demnach Regenwälder. Über die Lebensweise dieser neu beschriebenen Art ist kaum etwas bekannt, vermutlich stimmt sie mit der der übrigen Wollmakis überein. Demzufolge sind sie nachtaktive Baumbewohner, die sich senkrecht kletternd und springend fortbewegen. Sie dürften in monogamen Familiengruppen leben und sich vorwiegend von Blättern ernähren.
Die Art wird gejagt und sie ist durch Waldrodungen bedroht. Die IUCN listet den Moore-Wollmaki als stark gefährdet (Endangered).